# 1445

## Naixements
Països Catalans
- Calataiud: Enric II d'Empúries, Comte d'Empúries i Lloctinent de Catalunya (n. 1522).

Resta del món
- 1 de març, Florència: Sandro Botticelli, pintor del renaixement italià (m. 1510).

## Necrològiques
Països Catalans
- 18 de febrer: Villacastín, Segòvia: Maria d'Aragó, princesa d'Aragó i reina consort de Castella (n. 1403).[1]

Resta del món
- 25 d'abril, Roma: Domènec Ram i Lanaja, 18è president de la Generalitat de Catalunya.
- Astruc Bonafeu, poeta jueu català.